# لیزی ماونتن، آلاسکا
لیزی ماونتن (به انگلیسی: Lazy Mountain) شهری در بخش ماتانوسکا-سوسیتنا ایالت آلاسکا است که جمعیت آن در سرشماری سال ۲۰۰۰ میلادی ۱۱۵۸ نفر بوده‌است.